# Mykołajiwka (obwód chmielnicki)
Mykołajiwka (ukr. Миколаївка) – wieś na Ukrainie, w obwodzie chmielnickim, w rejonie chmielnickim, w hromadzie Stara Syniawa. W 2001 liczyła 246 mieszkańców, spośród których 243 wskazało jako ojczysty język ukraiński, 2 rosyjski, a 1 białoruski.